# Поль, Роберт Вихард
Роберт Вихард Поль (нем. Robert Wichard Pohl; 10 августа 1884, Гамбург — 5 июня 1976) — немецкий физик-экспериментатор. Член Гёттингенской академии наук. 

## Биография
Родился в Гамбурге. Окончил Берлинский институт (1906). В 1906—16 работал в Физическом институте Берлинского унта; в 1916—52 — в Гёттингенском университете, (с 1919 — профессор и директор Физического института).
Работы посвящены физике твердого тела, одним из создателей которой он является, физике полупроводников, изучению фотоэлектрических явлений, рентгеновских лучей. Определил (1908) длину волны рентгеновского излучения, получив значение 10−10 см. В 20-х годах начал систематическое исследование фоточувствительных свойств ряда полупроводниковых соединений и некоторых изоляционных кристаллов и получил первые систематические данные о фотопроводимости полупроводников, обнаружил ряд закономерностей внутреннего фотоэффекта, открыл селективный фотоэффект. В частности, изучал оптические и электрические свойства, фотопроводимость монокристаллов галогенидов щелочных металлов, которые в то же время служили модельными материалами для исследования процессов проводимости в других кристаллах. В 1938 показал возможность управления электронными токами в кристалле, дав по сути описание принципиального устройства полупроводникового триода. Ввел понятие F-центра.
Автор широко известного трехтомника «Введение в физику», переведенного на многие языки и выдержавшего много изданий: «Механика, акустика, учение о теплоте» (17 изд.), «Электричество» (20 изд.), «Оптика и атомная физика» (12 изд.). Организовал так называемые «Чтения Поля» по экспериментальной физике, пользовавшиеся большой популярностью.

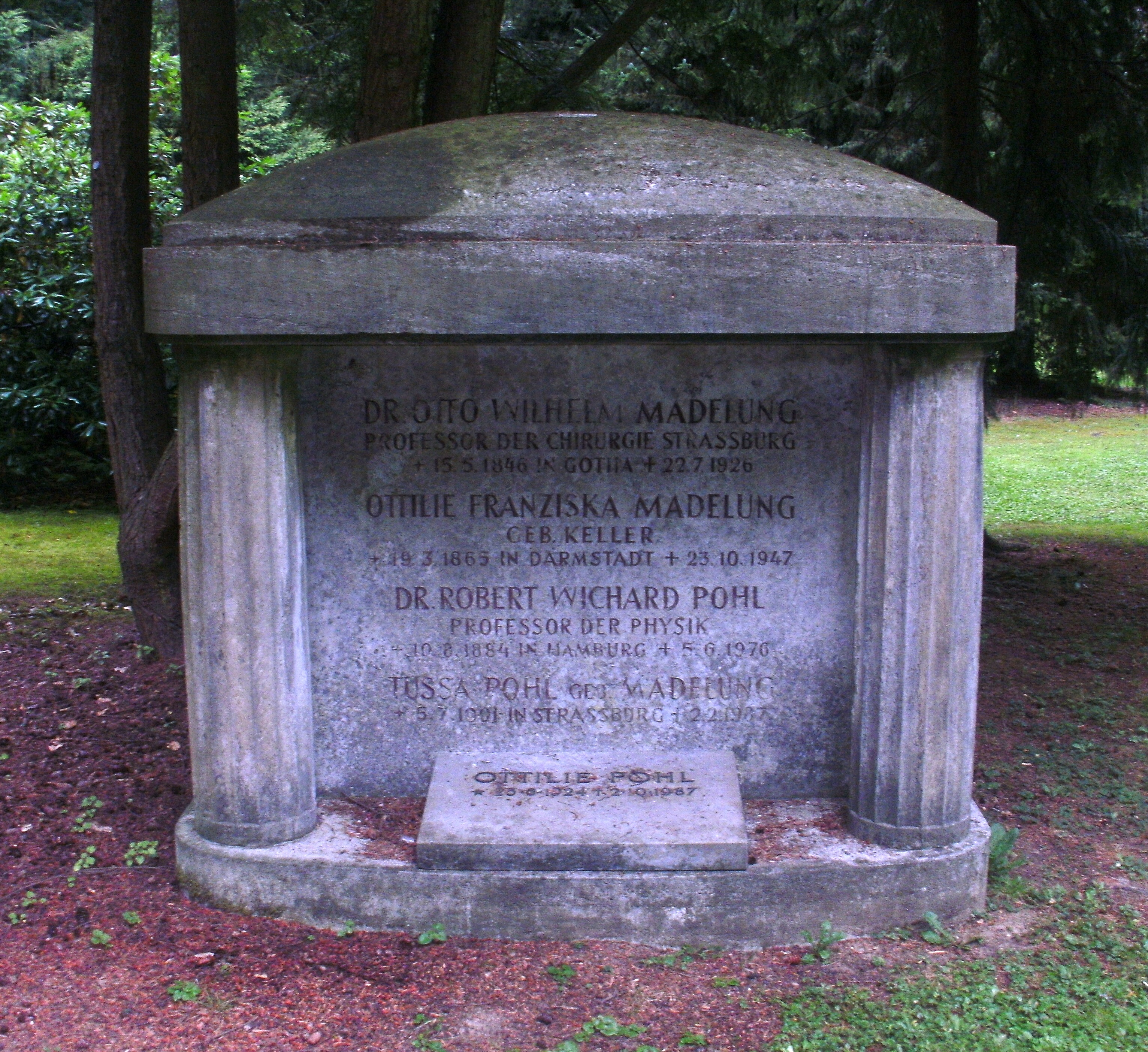
Гёттинген. Надгробие на могиле профессора Роберта Поля, его тестя профессора Отто Маделунга, а также их жён и дочери профессора Поля

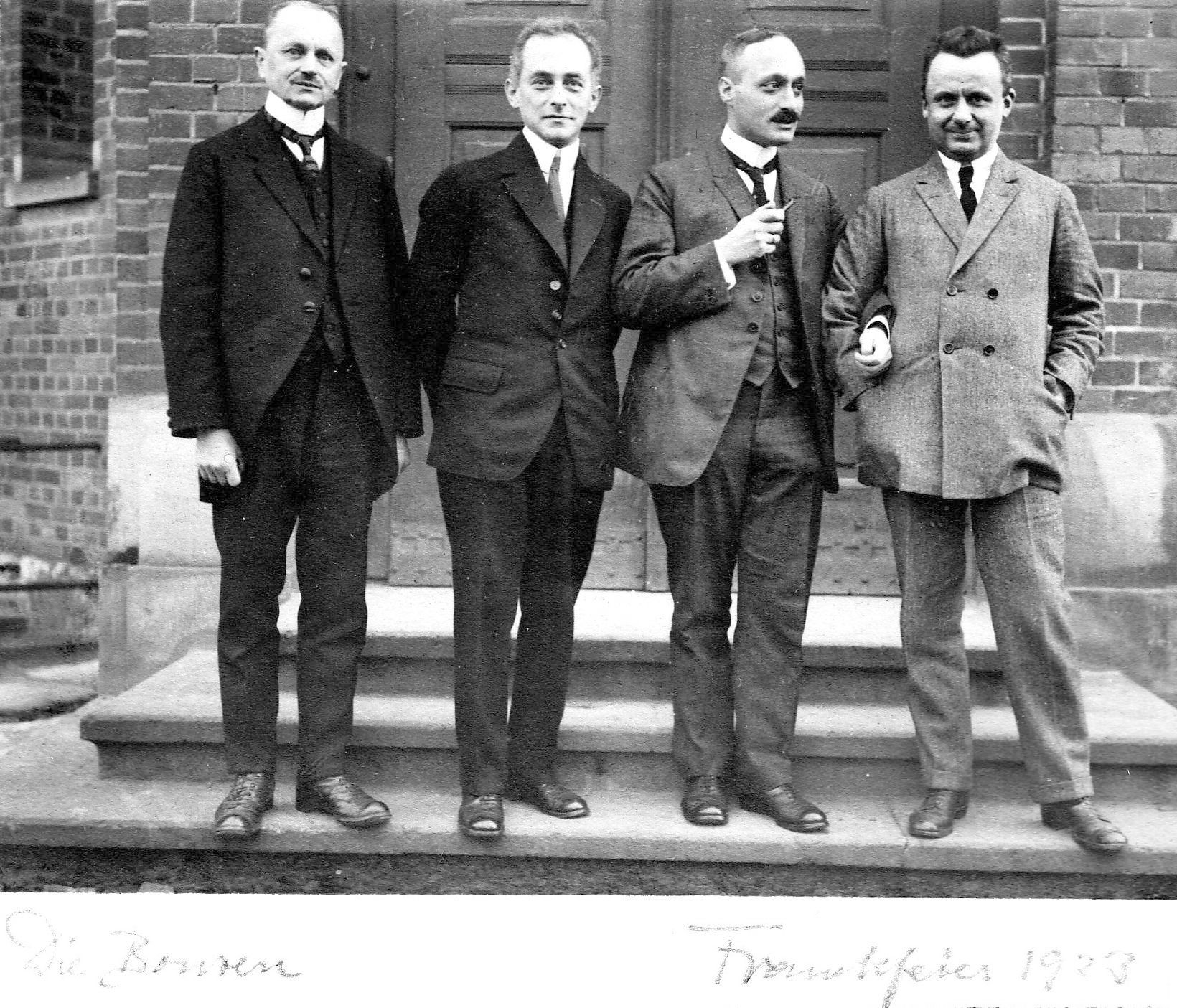
Профессора Гёттингенского университета физики (слева направо) Макс Рейх[нем.], Макс Борн, Джеймс Франк и Роберт Поль. 1923

## Комментарии
1. ↑  

В 1928 году на Всесоюзном съезде физиков, на котором присутствовало много именитых зарубежных ученых… Дебай… в шутку затеял бороться с другим известным немецким физиком Робертом Полем, человеком тоже атлетического телосложения, и победил его.— И. К. Кикоин, Рассказы о физике и физиках, 1986, с. 95